# Dorcadion alexandris
Dorcadion alexandris är en skalbaggsart som beskrevs av Maurice Pic 1900. Dorcadion alexandris ingår i släktet Dorcadion och familjen långhorningar.
Artens utbredningsområde är Kazakstan. Inga underarter finns listade i Catalogue of Life.